# Ophiactis savignyi

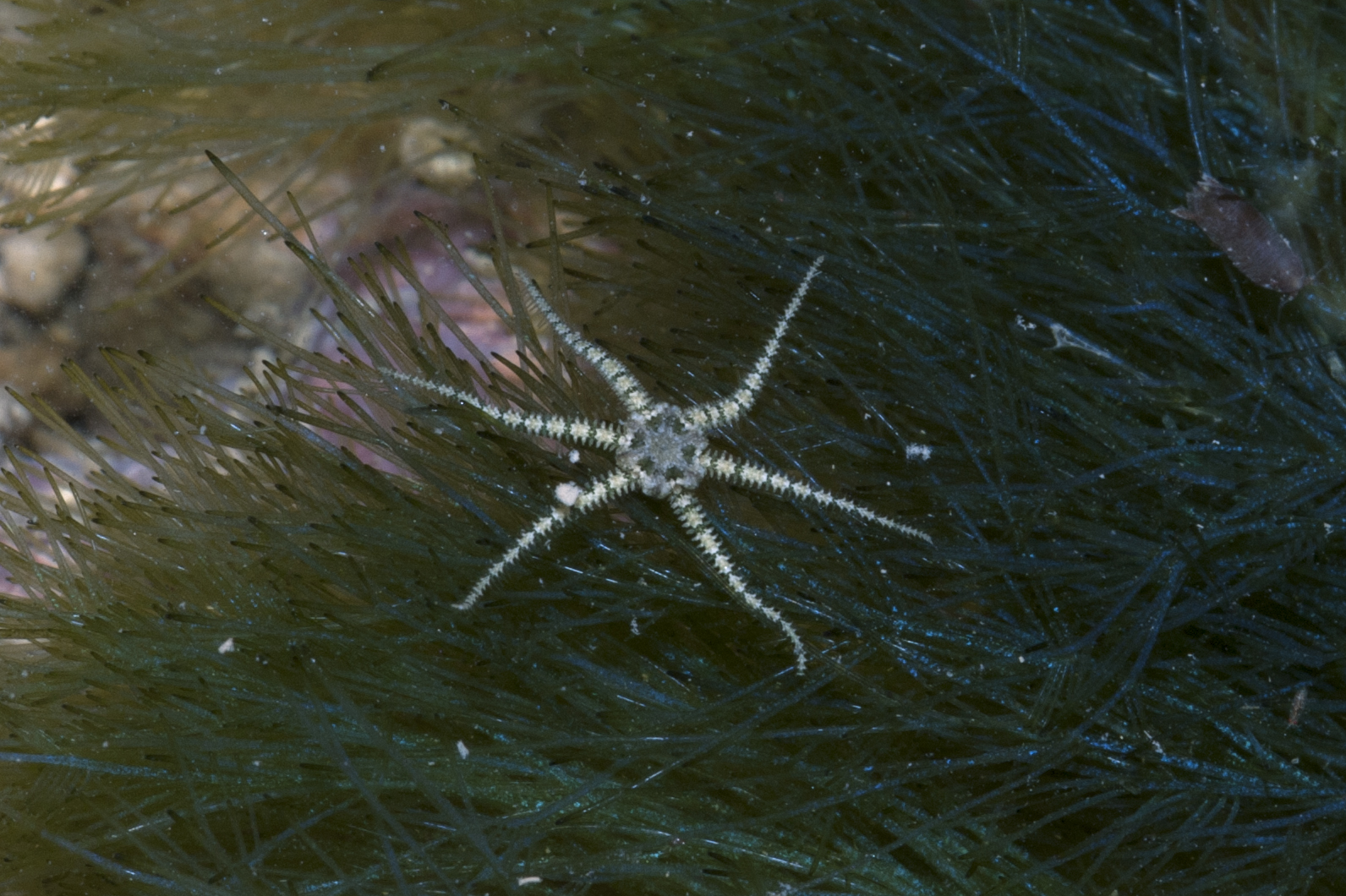
Hình ảnh của Ophiactis savignyi

Ophiactis savignyi là tên của một loài sao biển thuộc họ Ophiactidae. Nó thường sinh sống ở vùng biển nhiệt đới và cận nhiệt đới ở khắp các đại dương trên thế giới. Vào năm 1842, hai nhà động vật học người Đức Johannes Peter Müller và Franz Hermann Troschel đã mô tả loài sinh vật này. Tên của loài này được đặt theo tên nhà động vật học người Pháp Marie Jules César Savigny để vinh danh ông.

## Mô tả
Phần giữa của loài này có đường kính ứng là 5 mm, mặt trên thì có nhiều vảy chồng lên nhau. Chúng thường có 6 cánh dài, thuôn và có nhiều đốt. Mỗi đốt có 5 hoặc 6 gai. Mặt trên thì có màu nâu nhạt hơi xanh, chỗ gần cánh thì có màu đậm hơn. Mặt dưới thì có màu kem.

## Phân bố và môi trường sống
Chúng thường sinh sống ở những vùng nước biển ấm. Đó là vùng phía tây của Ấn Độ Dương-Thái Bình Dương, phía đông Thái Bình Dương và cả Đại Tây Dương.  Năm 1914, các cá thể của Thái Bình Dương và Đại Tây Dương gặp nhau khi kênh đào Panama cắt ngang eo đất Panama.
Chúng sống ở vùng thủy triều lên xuống và từ khu vực đó đến độ sâu khoảng 500m. Người ta phát hiện rằng môi trường chúng sống là ở các rặng san hô, rừng ngập mặn, sống chung với các cây thủy sinh, vùng nước bị ô nhiễm và người ta cũng thường phát hiện chúng sống hội sinh bên trong các loài động vật thân lỗ.

## Sinh thái học
Chúng là loài ăn chìm và cũng là loài ăn xác chết. Thức ăn của chúng là mạt vụn. Chúng dùng cánh của mình để tìm kiếm thức ăn, khi tìm được chúng sẽ vo nó lại thành viên rồi đưa nó đến miệng. Quá trình này được thực hiện bằng các chân ống của nó. Qua phân tích thành phần bên trong dạ dày, các nhà khoa học thấy rằng ngoài mạt vụn ra thì cũng có xác của các loài động vật hình rêu, trùng lỗ và các loài thuộc lớp Chân bụng.
Chúng là loài sinh sản hữu tính hoặc cũng có thể sinh sản vô tính. Trong sinh sản hữu tính thì con đực và con cái phóng ra tinh trùng và trứng, hai giao tử này gặp nhau trong nước và phát triển thành ấu trùng ở dạng động vật phù du. Còn sinh sản vô tính thì chúng phân đôi cơ thể của nó ra và phần nào thiếu bộ phận gì thì bộ phận ấy sẽ phát triển lại. Những con non chưa trưởng thành thì thường có 6 cánh, nếu chúng phân ra làm đôi thì mỗi phần có ba cánh sau đó mọc sẽ cánh lại. Sau khi mọc lại, mỗi cá thể hoàn chỉnh chỉ có 5 cánh. Con đực thì thường sinh sản vô tính hơn con cái cho nên số lượng cá thể đực của loài này này thì nhiều hơn cá thể cái. Và sau khi phân đôi, cá thể chưa hoàn chỉnh vẫn có thể sinh sản hữu tính nếu nó có tuyến sinh dục.